# Chris Irwin
Chris Irwin (n. 27 iunie 1942) a fost un pilot englez de Formula 1 care a evoluat în Campionatul Mondial între anii 1966 și 1967.
1. ↑  Chris Irwin